# المسيحية العضلية
المسيحية العضلية هي حركة فلسفية نشأت في إنجلترا في منتصف القرن التاسع عشر، وتتميز بالإيمان بالواجب الوطني، والانضباط، والتضحية بالنفس، والذكورة، والجمال الأخلاقي والجسدي للألعاب الرياضية. وتعني أيضاً بالالتزام المسيحي في التقوى واللياقة البدنيَّة، والمستندة على العهد الجديد، والتي نادت إلى التقوى والصحة البدنية.
مع ظهور هذه الحركة بدأت في الرواج خلال العصر الفيكتوري، وشددت على ضرورة التبشير المسيحي مع المثل الأعلى للرجولة والقوة. تاريخيًا، ارتبطت الحركة مع الكتّاب الإنجليز مثل تشارلز كينجسلي وتوماس هيوز، وفي كندا مع رالف كونر. في الولايات المتحدة، استخدم هذا الشكل المبكر للمسيحية العضلية الرياضة كنقل أو قيم أخلاقية، مثل الرجولة والانضباط. واليوم تستخدم الرياضة في الغالب كوسيلة للتبشير. نشأ الرئيس الأمريكي ثيودور روزفلت في أسرة مارست العضلات المسيحية. روج كل من روزفلت وكينغسلي وهيوز للقوة البدنية والصحة فضلا عن السعي النشط لتوظيف المِثل المسيحية في الحياة الشخصية والسياسية. واصلت حركة العضلات المسيحية النشاط من خلال المنظمات مثل جمعية الشبان المسيحيين والتي تجمع بين التنمية الروحية والمادية واللياقة البدنية والمسيحية. وتؤثر هذه الحركة في كل من الكنائس الكاثوليكية والبروتستانتية.
في عام 2012 كان بعض من أبرز الرياضيين في حركة العضلات المسيحية كل من تيم تيبو، وجوش هاميلتون، وماني باكياو وجيريمي لين وتتجسد الحركة من خلال تقاسم إيمانهم مع مشجعيهم.

## أصول

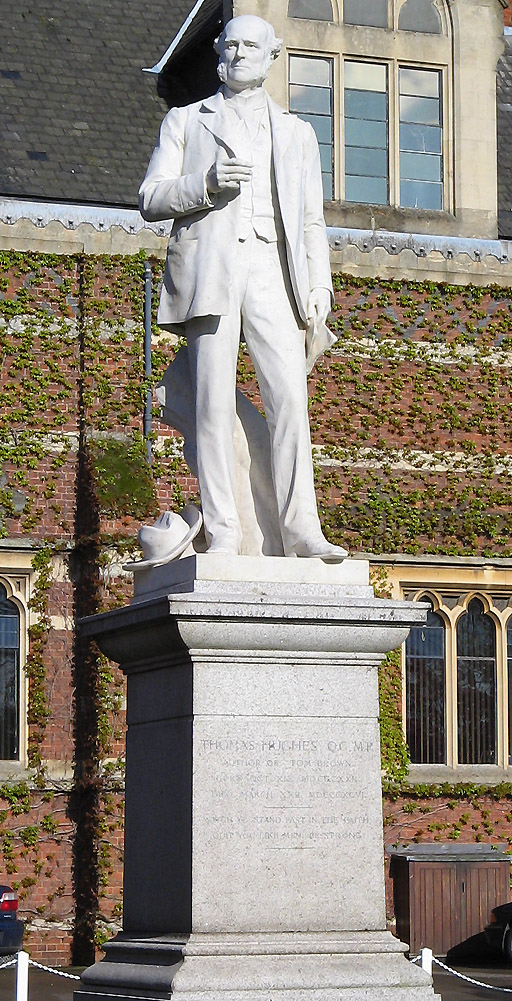
تمثال لتوماس هيوز، قامت روايته ببذل جهد كبير للترويج للمسيحية العضلية في جميع أنحاء العالم الناطق بالإنجليزية.

يستمد أنصار العضلات المسيحية الدعم من بولس الطرسوسي، والذي استخدم الاستعارات الرياضية لوصف تحديات الحياة المسيحية. ومع ذلك، فإن الدعوة الواضحة للرياضة وممارسة الرياضة في المسيحية لم تظهر حتى عام 1762، عندما وصف جان جاك روسو في كتابه في التربية: إميل نموذجا التربيَّة البدنيَّة بأنها مهمة لتشكيل شخصية أخلاقية.
أصبح مصطلح «المسيحية العضلية» مشهورًا في مراجعة كتبها المحامي توماس كوليت ساندرز لرواية سنتان للكاتب كينغسلي في 21 فبراير من عام 1857 وإصدار صحيفة استعراض السبت. وكتب كينغسلي ردًا على هذه المراجعة، والذي وصف فيه المصطلح «مؤلم، إن لم يكن مهينًا»، ولكنه استخدمه لاحقًا في بعض الأحيان. واستخدم هيوز المصطلح في رواية توم براون في أكسفورد، حيث يقول «إنه لأمر جيد أن تكون هناك أجسام قوية العضلات وممارسة الرياضة بشكل جيد»، وعلى حد قوله، «أقل المسيحيين عضلاً لديه عقد من الاعتقاد الفروسي والمسيحية القديمة، وأن جثة الرجل التي منحت له لتدريبه وللإخضاع، ومن ثم استخدامها لحماية الضعيف، والنهوض بجميع القضايا الصالحة، وإخضاع الأرض التي أعطت الله لأبناء الرجال».
بالإضافة إلى المعتقدات المذكورة أعلاه، بشرت العقيدة المسيحية بالقيمة الروحية للرياضة، وخاصةً الألعاب الرياضية الجماعية. وكما قال كينجسلي «إن الألعاب تنتج، ليس فقط للصحة البدنية، ولكن للصحة الأخلاقية». وقد لخص مقال عن البريطاني الشهير في القرن التاسع عشر الأمر على هذا النحو: «ربما كان جون ماكجريجور هو أرقى عينة من المسيحية العضلية التي أنتجها هذا أو أي عصر آخر. بدا أن ثلاثة رجال ناضلوا داخل ثديهم - المسيحي المتدين، والجاد المحسن، والرياضي المتحمس».
كانت الفكرة مثيرة للجدل. على سبيل المثال، حيث ذكر أحد المراجعين «السخرية التي يبذلها الرجال الجادون والعضليون قصارى جهدهم لجلب كل ما هو رجولي»، وعلى الرغم من أنه لا يزال يفضل «الجدية» و«المسيحية العضلية» إلى القرن الثامن عشر. بالنسبة لآخر، قام رجل دين في جامعة كامبريدج بجلب صديق ورجل دين بعد سماعه أنه قد قال نعمة دون ذكر يسوع لأن يهوديًا كان موجودًا. وقال أحد المعلقين: «كل هذا يأتي، نخشى، من المسيحية العضليّة».
بالنظر إلى الكيفية التي سيطر بها الرجال على الرياضة تاريخياً، فمن الطبيعي أن يصبحوا مكاناً للمسيحية العضلية. في أواخر القرن التاسع عشر، انضم رجال مسيحيين في الولايات المتحدة والمملكة المتحدة إلى مجموعات أخوية أكدت على ممارسة الرياضة. مع نمو الرياضات الاحترافية خلال القرن العشرين، جادل الرياضيون المسيحيون بأن الجسد عبارة عن معبد لله، مما يجعل الرياضيين شبه كهنة. أهمية خاصة بالنسبة للمسيحيين الإنجيليين تم استخدام المدارس الثانوية والكلية للترويج للمسيحية.

## التأثير

دروس الدفاع عن النفس في جمعية الشبان المسيحيين في بويسي، ايداهو، عام 1936.

منذ نشأتها، نمت جمعية الشبان المسيحيين بسرعة وأصبحت في النهاية حركة عالمية تأسست على مبادئ حركة العضلات المسيحية. كانت جمعية الشبان المسيحيين مؤثرة للغاية خلال عقد 1870 وعقد 1930، وخلال هذه الأوقات روجت بنجاح «المسيحية الإنجيلية في خدمات أيام الأسبوع والأحد، مع تعزيز الروح الرياضية الجيدة في المسابقات الرياضية في الصالات الرياضية التابعة لها (حيث تم اختراع كرة السلة والكرة الطائرة) وحمامات السباحة». يُذكر أنَّ القس جيمس نايسميث مخترع كرة السلة عمل في التعليم البدني في مدرسة تدريب جمعية الشبان المسيحيين في سبرينغفيلد، في حين كان ويليام جورج مورغان العامل في مجال التربية البدنية في جمعية الشبان المسيحيين مخترع الكرة الطائرة.
بحلول عام 1901، كانت المسيحية العضلية مؤثرة بما فيه الكفاية في إنجلترا لدرجة أن أحد المؤلفين كان يستطيع أن يمدح «الرجل الإنجليزي الذي يمر عبر العالم ببندقية في يد واحدة والكتاب المقدس في الآخر» ويُضيف «إذا سُئلت عما فعلته مسيحيتنا العضلية، فإننا نشير إلى الإمبراطورية البريطانية».
انتشرت المسيحية العضلية إلى دول أخرى في القرن التاسع عشر. وكانت متجذرة في المجتمع الأسترالي بحلول عام 1860، وإن لم يكن دائمًا اعترافًا كبيرًا بالعنصر الديني. في الولايات المتحدة ظهرت لأول مرة في المدارس الخاصة ثم في جمعية الشبان المسيحية وفي الوعظ من الانجيليين مثل دوايت ل. مودي (حيث أدت إضافة ألعاب القوى في مراكز جمعية الشبان المسيحية، إلى جانب أشياء أخرى، إلى اختراع كرة السلة والكرة الطائرة). وسخر سنكلير لويس في إلمر جانتري (على الرغم من أنه أشاد بكلية أوبرلين لجمعية الشبان المسيحيين بسبب «مسيحيتها العضلية الإيجابية») من الخطوة مع علماء الدين مثل رينهولد نيبور، ما أدى إلى تراجع تأثيرها في البروتستانتية الأمريكية الرئيسية. ومع ذلك، بقيت الحركة حاضرة في المنظمات الإنجيلية مثل زمالة الرياضيين المسيحيين، والرياضيين في العمل، وحرس الوعد.
وفقًا لنيكولاس واتسون، ساهمت أيديولوجية المسيحية العضلية في تطوير الألعاب الأولمبية. تأثر بيير دي كوبرتان، مؤسس الألعاب الأولمبية الحديثة، إلى حد كبير بالمسيحية العضلية، وكان هذا أحد مصادر إلهامه الأساسية جنبًا إلى جنب مع الألعاب الأولمبية القديمة في اليونان.
يُجادل مايكل كيميل في كتابه الرجولة في أمريكا، أن جامعة نوتردام تعرض المسيحية العضلية لأن الجامعة تمارس الكاثوليكية. ويُعتقد أن الرياضيين الذكور في فرق الجامعة يمارسون معايير توماس هيوز الستة للمسيحية العضلية. فريق كرة القدم في جامعة نوتردام، على سبيل المثال، رجال كاثوليك يعتقدون أن أجسادهم هبة من الله. لذلك، يقومون بتدريب أجسادهم باسم الله.
في عام 2012 كان بعض من أبرز الرياضيين في حركة العضلات المسيحية كل من تيم تيبو، وجوش هاميلتون، وماني باكياو وجيريمي لين وتتجسد الحركة من خلال تقاسم إيمانهم مع مشجعيهم.